# Шольц, Михаэль
Михаэль Шольц — немецкий поп-певец, музыкант, композитор, продюсер, аранжировщик. Известен по участию бэк-вокалистом в популярных проектах Дитера Болена, Modern Talking, Blue System, C. C. Catch, а также в группе созданной им вместе Рольфом Келером и Дитлефом Витеке, Systems In Blue.
В сольной дискографии имеет 3 альбома и 11 синглов. 

## Биография

### Детство и ранние годы
Михаэл Шольц родился 26 января 1949 года в Германии. Любовь к музыке у него была ещё с рождения, ведь его отец и дедушка занимались музыцированием, а однажды услышав популярную на тот момент группу The Beatles Михаэль ещё больше увлекся музыкой. В пять лет Шольц дал свой первый домашний концерт, не побоявшись спеть у себя дома для гостей. Начав ходить в музыкальную школу Шольц начал развивать свой талант к пению и кроме того научился играть на гитаре и фортепиано.
Юный Михаэль довольно часто выступал на различных школьных концертах и мероприятиях в составе разных школьных групп, в одной из которых познакомился с Рольфом Келером, а позже с Биргером Корляйдсом. Втроем в 1984 году они объединяются в трио Straight Flush, но выпустили они вместе только один сингл — Dancing In The Sunlight / Lucky In Love

### Сотрудничество с Дитером Боленом
В 1983 году к Михаэлю Шольцу, Рольфу Келеру и Биргесу Корляйдсу присоединяется Детлев Витеке, а в 1984 все четверо знакомятся с начинающим продюсером и композитором Дитером Боленом. Михаэль, Рольф, Биргер и Детлев переходят к нему на работу и потом их высокие голоса Дитер использует в качестве бэк-вокала для дебютного сингла You’re My Heart, You’re My Soul своего нового проекта — дуэта Modern Talking. В дальнейшем Болен использовал их фальцет для всех песен дуэта до самого его распада. Но окончание существования Modern Talking не помешало Дитеру дальше работать с Рольфом Келером, Михаэлем Шольцом, Детлефом Витеке и Биргером Корляйдсом. Дитер Болен использовал их голоса для бэк-вокала в своих новых успешных проектах таких как Blue System и C. C. Catch.

### Работа с другими проектами
Параллельно с работой с Дитером Боленом Михаэль Шольц пытался выступать сольно. Так в 1994 Шольц и Биргер ВКорляйдс создали проект Junk Band, но он просуществовал не долго в связи с потерей интереса к работе обоих участников. Но Михаэль на этом не остановился и начал выступать под сценическим псевдонимом Kentucky, но из-за работы с Боленом Шольц вскоре потерял интерес и к этому проекту.

### Конфликт с Боленом
После возрождения Modern Talking Михаэль Шольц и другие бэк-вокалисты участвовали в записи песен для дуэта, однако Шольцу, Рольфу Келеру и Детлефу Витеке казалось, что их работа в студии оплачивалась недостаточно хорошо. Но Дитер Болен отказывался повышать зарплату. В конце концов они подали коллективный иск против лейбла BMG и получили 10 тысяч марок в форме возмещения. Но на этом их работа с Дитером Боленом прекратилась, а девятый альбом Modern Talking Year of the Dragon стал последним альбомом, в записи которого участвовали Рольф Келер, Михаэль Шольц и Детлеф Витеке. В довершение ко всему они записали пародийный сингл Dieter Talking — Its Haahd Se Dieter Tuh Bie, в котором иронизировали над Дитером Боленом и использовали в своих песнях его интервью.

### Собственный успех
После долголетней работы с Дитером Боленом Михаэль Шольц, Детлев Витеке и Рольф Келер вместе с Томасом Видратом (впоследствии автором всех песен группы) объеденились в группу Systems In Blue, основанной на сольном проекте Дитера Blue System. В песнях Systems In Blue в куплетах звучал голос Рольфа Келера, а в припевах в некоторых песнях звучал фальцет Михаэля Шольца и Детлева Витеке (а в некоторых просто бэк-вокал). Но с вокалом Келера было записано и выпущено всего два студийных альбома группы, так как 16 сентября 2007 года вокалист группы скончался. После на место Рольфа Келера встал Михаэль Шольц.
14 марта 2016 года Михаэль Шольц выпускает сольный альбом Propriété privée, а через три месяца 6 июня выпускает вторую часть этого альбома под названием Propriétée privée, vol. 2. В своей сольной карьере у Шольца так же имеется альбом In the Streets of No Name 2019 года.
В 2021 году выпускает первый сингл — кавер на песню группы Black Wonderful Life. 
В 2023 году записал дуэтную композицию «Love for me, Love for you» с Линдой Джо Риццо для ее альбома Shades of Blue. 
В настоящее время работает бэк-вокалистом в Systems In Blue, а так же выпускает сольные синглы. 

## Дискография

### Альбомы
- 2016 — Propriété privée
- 2016 — Propriétée privée, vol. 2
- 2019 — In the Streets of No Name

### Синглы
- 2021 — Wonderful Life
- 2021 — A Little Respect
- 2021 — Tonight
- 2022 — In the air tonight
- 2022 — Baby I Love Your Way
- 2022 — SALLY
- 2023 — Keeper of the flame
- 2023 — CALYPSO
- 2023 — Still the one
- 2024 — Animal
- 2024 — I Promised Myself
- 2025 — Wake Me Up

### Straight Flush
- 1984 — «Dancing In The Sunlight / Lucky In Love»

### Modern Talking
Основная статья — Modern Talking
- 1985 — The First Album
- 1985 — Let’s Talk About Love
- 1986 — Ready for Romance
- 1986 — In the Middle of Nowhere
- 1987 — Romantic Warriors
- 1987 — In the Garden of Venus
- 1998 — Back For Good
- 1999 — Alone
- 2000 — Year of the Dragon

### Blue System
Основная статья — Blue System
- 1987 — Walking on a Rainbow
- 1988 — Body Heat
- 1989 — Twilight
- 1990 — Obsession
- 1991 — Seeds of Heaven
- 1991 — Déjà Vu
- 1992 — Hello America
- 1993 — Backstreet Dreams
- 1994 — 21st Century
- 1994 — X-Ten
- 1995 — Forever Blue
- 1996 — Body To Body
- 1997 — Here I Am

### Junk Band
- 1992 — That’s Why The Cows Went

### Kentucky
- 1995 — Do — Si — Do

### Dieter Talking
- 2002 — Its Haahd Se Dieter Tuh Bie

### Systems In Blue
Основная статья — Systems In Blue
- 2005 — Point Of No Return
- 2008 — Out Of The Blue
- 2016 — Back In Blue (EP)
- 2017 — Melange Bleu
- 2019 — Blue Horizons (EP)
- 2020 — Blue Universe